# 台湾瑞香
台湾瑞香（学名：Daphne arisanensis）为瑞香科瑞香属下的一个种。

## 扩展阅读
- 維基物種上的相關：台湾瑞香